# Wotzdorf
Wotzdorf ist ein Gemeindeteil der Stadt Hauzenberg und eine Gemarkung im niederbayerischen Landkreis Passau. Das Dorf liegt etwa zwei Kilometer südwestlich von Hauzenberg an der Staatsstraße 2132.

## Geschichte
Der frühere Name Wotzdorfs, Innerwatzmannsdorf, geht auf das Adelsgeschlecht der Watzmannsdorfer zurück, die 1180 das Gebiet um Thyrnau vom Hochstift Passau als Lehen erhielten. Der Ort gehörte bis 1803 zum Amt Hauzenberg des Landgerichtes Oberhaus im Hochstift Passau und wurde dann mit dem größten Teil des hochstiftischen Gebietes zugunsten Ferdinands von Toskana säkularisiert. Seit den Friedensverträgen von Brünn und Preßburg 1805 gehört der Ort zu Bayern. Die Landgemeinde Wotzdorf wurde 1818 durch das bayerische Gemeindeedikt begründet. Die Gemeinde umfasste die Orte Fürsetzing (den Gemeindesitz), Bauzing, Berbing, Danglmühle, Döbling, Garham, Grub, Hemerau, Kaltrum, Klingerreuth, Knödlsederhof, Neuhäusl, Schachet, Schulerbruch, Steinberg, Stemplingerhof, Thiessen, Tiessenhäusl, Weiherreuth und Wotzdorf. 1937 wurde eine Verwaltungsgemeinschaft mit den Gemeinden Jahrdorf und Wotzdorf mit Sitz in Hauzenberg begründet, die 1948 aber wieder aufgelöst wurde. Durch die Gebietsreform in Bayern wurde am 1. Mai 1978 die Eingliederung der Gemeinde Wotzdorf und von Teilen der Gemeinde Oberneureuth mit dem Hauptort Krinning nach Hauzenberg vollzogen.